# Данильченко Петро Антонович
Петро Антонович Дани́льченко (нар. 19 грудня 1857, Корсунь — пом. 1908, Москва) — український віолончеліст, композитор, музичний педагог.

## Біографія
Народився 19 грудня 1857 року у містечку Корсуні (нині місто Корсунь-Шевченківський Черкаської області, Україна). Закінчив Київське музичне училище Російського музичного товариства; у 1880 році — Московську консерваторію (клас віолончелі Вільгельма Фітценгагена, теорії музики — Миколи Губерта, Петра Чайковського).
1880—1881 роках викладав у Харківському музичному училищі, у 1882—1887 роках — у Московському філармонійному училищі; одночасно протягом 1882—1887 і 1890—1908 років — артист оркестру Большого театру в Москві. Помер у Москві у 1908 році.

## Творчість
1880 року як віолончеліст брав участь у виступі тріо разом з Клодом Дебюссі (фортепіано) і Владиславом Пахульським (скрипка) у маєтку Надії фон Мекк у Браїлові.
У репертуарі музиканта були твори Петра Чайковського, Антона Рубінштейна, а також зарубіжних композиторів. 
Твори:
- «Stabat mater» для хору з оркестром;
- «Allegro moderato» для струнного квартету (1880, 1-а премія на конкурсі створення ноктюрнів).

Петро Чайковський у 1876 році присвятив йому «Варіації на тему рококо».